# Phytoecia bruneicollis
Phytoecia bruneicollis là một loài bọ cánh cứng trong họ Cerambycidae.